# Ceresium binotatum
Ceresium binotatum là một loài bọ cánh cứng trong họ Cerambycidae.